# Cramont
Cramont é uma comuna francesa na região administrativa de Altos da França, no departamento de Somme. Estende-se por uma área de 9,56 km². Em 2010 a comuna tinha 308 habitantes (densidade: 32,2 hab./km²).